# Angelo Verploegen

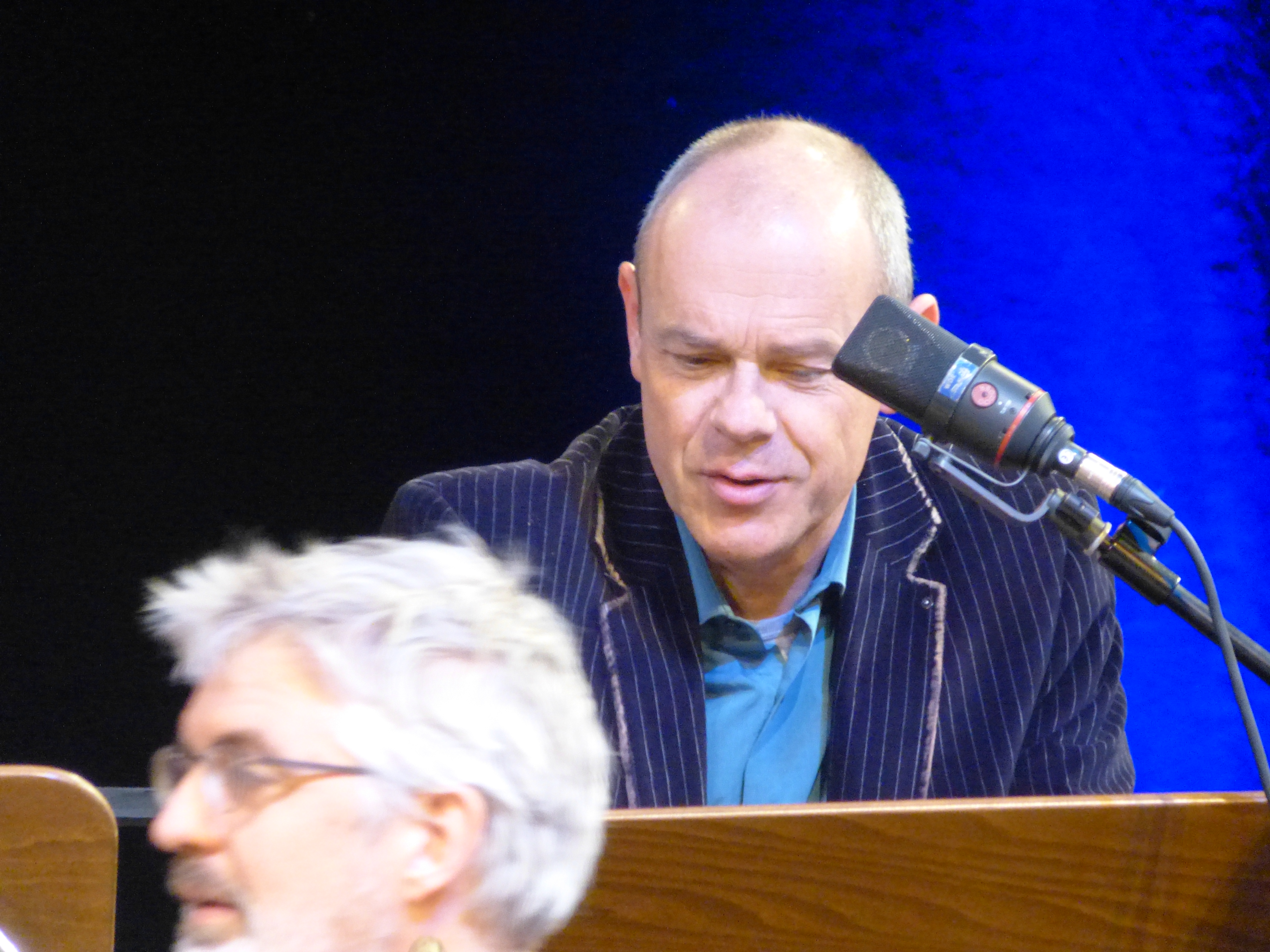
Angelo Verploegen (2017 beim Kölner Acht-Brücken-Konzert der David Kweksilber Big Band im Funkhaus des WDR) – mit u. a. Joost Buis (unten)

Angelo Verploegen (* 22. Dezember 1961 in Oss) ist ein niederländischer Jazztrompeter und -flügelhornist und Musikproduzent.

## Leben und Wirken
Verploegen studierte Musikwissenschaft an der Universität von Amsterdam und Jazztrompete am Sweelinck-Konservatorium. Er arbeitete als Sideman u. a. mit der Frank Grasso Big Band, Corrie en de (Grote) Brokken, der Bik Bent Braam, Jaap Blonks Splinks, Zut Alors! (mit Jasper Blom und Michael Moore), Eric van der Westens Quadrant Extended, dem Transatlantic Jazz Orchestra unter Gunther Schuller, Bob Brookmeyers New Art Orchestra, Denise Jannah, Ronald Douglas, Frank Boeijen, Candy Dulfer und Paul van Kemenade.
Außerdem leitet Verploegen mehrere eigene Formationen. Mit dem Sextett The Houdini’s, das dem Hard Bop verpflichtet war und das er 1988 mit Rolf Delfos und zunächst Boris Vanderlek gründete, tourte er 15 Jahre durch Europa, die USA, Kanada und Australien. Er realisierte gemeinsame Projekte mit der Nieuw Sinfonietta Amsterdam unter Richard Dufallo, dem Schönberg Ensemble unter John Adams und dem Jazz Orchestra of the Concertgebouw unter Henk Meutgeert, und nahm mehrere Alben auf. Mit dem Trio Toïs, in dem er mit dem Bassisten Tjitze Vogel und Schlagzeuger Bram Wijland wirkte, entstanden CD-Aufnahmen, außerdem spielte er mit der Gruppe die Musik zu dem Film Wilde Mossels.  Mit dem Trio Trio Verploegen, Verhoeff & van der Westen debütierte er 2001 beim Rotterdam World Port Jazz Festival und veröffentlichte im Folgejahr das Album The Night & The Day Dreamer, dem zwei weitere Alben folgten. Auch arbeitete er im Duo mit Jeroen van Vliet. 
Als Produzent betreute Verploegen die meisten Alben der Houdini’s und arbeitete mit Leny Andrade, Lisa Michel, Heleen van den Hombergh, Benjamin Herman, Maarten van der Grinten und Jesse van Ruller, dem Wolfert Brederode/Eric Ineke Quintet, Kenny Wheeler und dem UMO Jazz Orchestra sowie Misha Mengelberg zusammen. Als Hochschullehrer unterrichtet er Jazztrompete an der Hogeschool voor de Kunsten Utrecht und der Hogeschool voor de Kunsten Arnhem. Seit 2007 ist er künstlerischer Leiter des Jazz Orchestra of the Concertgebouw.

## Diskographische Hinweise
- Executive Lounge, 2005
- The Ballad Album, 2011
- A Handful of Stories, 2023 (mit Nils van Haften, Marc van Roon, Guus Bakker, Jasper van Hulten)

The Houdinis
- Live at Paradox, 1991
- Headlines, 1992
- Kickin’ in the Frontwindow, 1993
- No More Yesterdays, 1995
- Play the Big Five, 1995
- Cooee, 1997
- Stripped to the Bone, 2000
- In Time, 2013
- Play Woodstock, 2014 (mit Frans van Deursen)

Trio Toïs
- An Angel's Work Is Never Done, 1997
- Forbidden Fruit, 1999

Trio Verploegen, Verhoeff & van der Westen
- The Night & The Day Dreamer, 2002
- The Sweetest Sound, 2018

Trio Verploegen, Raams & van der Westen
- A Traveller's Tale: J.J., 2016

Trio Verploegen, Verhoeff & Calister
- Live at the Concertgebouw, 2018

Atzko Kohashi, Tony Overwater, Angelo Verploegen
- Virgo, 2019

im Duo mit Jeroen van Vliet
- Little Dancer – Songs of Love, Hope & Comfort, 2024